# Charlotte Bolles Anthony
Charlotte Bolles Anthony (18 de agosto de 1841 - 8 de julio de 1877), también conocida como Lottie B. Anthony, fue una activista de los derechos de las mujeres estadounidenses y sufragista. Anthony fue una de las 14 mujeres arrestadas con Susan B. Anthony después de que votaran ilegalmente en Rochester (Nueva York). el 5 de noviembre de 1872.
"Lottie", como se la conocía, comenzó a enseñar a los 14 años. También actuó en conciertos para organizaciones benéficas locales. En 1866, se casó con Daniel B. Anthony, un primo tercero de Susan B. Anthony. La pareja tuvo cuatro hijos. El edificio de administración de la Universidad del Sur en Baton Rouge, Louisiana, se llama Lottie Anthony Hall en su honor.